# 1996년 미스코리아
1996년 미스코리아는 1996년 5월 24일에 서울특별시 종로구의 세종문화회관에서 열린 마흔번째 미스코리아 선발대회이다. 문화방송(MBC TV)으로 중계하였다.

## 입상자
| 대회 |        | 진 (眞)         | 선 (善)                  | 미 (美) |
| ---- | ------ | --------------- | ------------------------ | ------- |
| 본선 | 이은희 | 김양희 · 설수진 | 이지희 · 최숙영 · 최정윤 |         |
| 강원 | 김신경 | 김현옥          | 하미영                   |         |
| 경기 | 문소연 | 소정은          | 주라미                   |         |
| 경남 | 박윤현 | 이지원          | 황선희                   |         |
| 경북 | 김양희 | 이은주          | 김보영                   |         |
| 광주 | 차유미 | 김은정          | 정재현                   |         |
| 대구 | 이자영 | 손현승          | 권지연                   |         |
| 대전 | 차주영 | 배민희          | 김나연                   |         |
| 충남 | 차주영 | 배민희          | 김나연                   |         |
| 부산 | 이지희 | 최숙영          | 송영란                   |         |
| 서울 | 이은희 | 설수진          | 원유경                   |         |
| 인천 | 전애리 | 김경미          |                          |         |
| 전남 | 염지선 | 박유미          | 최미경                   |         |
| 전북 | 김승이 | 김형민          | 임숙현                   |         |
| 충북 | 권민중 | 손상미          | 신지영                   |         |